# TOKYO GIRL (Perfumeの曲)
「TOKYO GIRL」（トウキョウ・ガール）は、2017年2月15日にPerfume Records / ユニバーサルJから発売されたPerfumeの23作目のシングル。

## 背景
前作「STAR TRAIN」以来約1年3か月ぶりとなる2017年第1弾シングル。ユニバーサル移籍以降、CDシングルのスパンが1年以上に及んだケースは今作が初。(徳間時代はワンルーム・ディスコと不自然なガール/ナチュラルに恋して)
表題曲の「TOKYO GIRL」は、日本テレビ系水曜ドラマ『東京タラレバ娘』の主題歌。同ドラマにはメンバーのあ〜ちゃんがレバの声で出演。
同ドラマで主演を務めている吉高由里子がMVに出演している。
カップリング曲の「宝石の雨」は「Ora2×Perfume くちもとBeauty Project」のCMソング。

## 収録曲
| 全作詞・作曲・編曲: 中田ヤスタカ。 |                                        |              |              |      |
| #                                  | タイトル                               | 作詞         | 作曲・編曲   | 時間 |
| 1.                                 | 「TOKYO GIRL」                         | 中田ヤスタカ | 中田ヤスタカ | 4:27 |
| 2.                                 | 「宝石の雨」                           | 中田ヤスタカ | 中田ヤスタカ | 3:58 |
| 3.                                 | 「TOKYO GIRL -Original Instrumental-」 | 中田ヤスタカ | 中田ヤスタカ | 4:27 |
| 4.                                 | 「宝石の雨 - Original Instrumental -」 | 中田ヤスタカ | 中田ヤスタカ | 3:57 |
| 合計時間:                          | 合計時間:                              | 16:49        |              |      |

| #  | タイトル                    | 作詞 | 作曲・編曲 |
| -- | --------------------------- | ---- | ---------- |
| 1. | 「TOKYO GIRL -Video Clip-」 |      |            |
| 2. | 「Perfume View」            |      |            |
| 3. | 「Special Teaser Trailer」  |      |            |